# Mega Man Star Force
Mega Man Star Force, conhecido no Japão como Ryuusei no Rockman, é um jogo da série MegaMan, desenvolvido para a plataforma portátil Nintendo DS.
O jogo fora lançado em três versões distintas, porém muito similares: Pegasus, Leo e Dragon.
Mega Man Star Force, se passa 200 anos após o jogo Mega Man Battle Network 6, embora que muitas de suas funções foram mantidas, como sistema de batalha, melhorado, os Battle Chips (chips de batalha) que foram "transformados" em Battle Cards (cartões de batalha), dentre outras coisas.

## Enredo
Um dia, Geo Stelar, um garoto comum, perde seu pai devido a um acidente na Estação Espacial há três anos; por causa disso, Geo não vai à escola por um bom tempo, por medo de se aproximar de alguém de novo, e acabar o perdendo, assim o jogo começa, a presidente de classe Luna Platz, Bud Bison e Zack Temple, tentam forçá-lo a ir à escola, um dia Geo olhava as estrelas, é atingido por uma luz, Omega-Xis (Mega), um alien do planeta AM que foi destruído pelo Cepheus (FM King) e fingiu ser um alien FM, ele traiu a raça FM e fugiu à Terra com a Chave de Andrômeda, uma chave que destranca uma arma de destruição. Na mesma hora ele se une com Geo para formar Megaman para parar um trem, assim por diante Megaman passa a enfrentar os aliens FM. Um dia Bud Bison é dominado por Ox transformando em Ox Fire e raptando Luna Platz e Zack, no final Geo se auto-nomeia como Megaman, e no final Megaman descobre que Cepheus foi enganado pelo Gemini para pensar que os aliens do planeta AM queriam destruir o planeta FM e é por isso que ele não confiou em mais ninguém, mas Megaman o fez perceber que tudo o que estava fazendo era errado e ele junto com os três administradores do planeta AM logo começou a reconstrução do planeta AM.

### Aliens FM

#### Ox (Taurus) - Ox Fire (Taurus Fire)
Quando Bud foi nocauteado por Geo (Na verdade, quem o nocauteou foi Omega-Xis), Luna disse que não quer amigos fracos, furioso, Ox aparece e lhe oferece poder, Ox assume o corpo de Bud e transforma-o em Ox Fire, raptando Luna e Zack. Ox Fire é detido por Megaman, Ox usa os dados de Bud que sobraram em seu corpo para transformar-se em Ox Fire por conta própria. Ox Fire é um touro mecânico bípede e seu elemento é fogo. Seu nome vem da constelação de Taurus, o touro. Seus ataques são:
- Ox Tackle (Pancada do Boi)
- Fire Breath (Sopro de Fogo)
- Anger Punch (Soco da Raiva)

#### Cygnus - Cygnus Wing
Tom Dubius, um dos ajudantes do amigo do pai de Geo, Aaron Boreal é muito inseguro, pois seu antigo patrão roubou sua invenção, durante uma visita de Geo, Luna, Bud e Zack ao Centro do Controle Espacial (AMAKEN) onde trabalham Tom e Aaron, Cygnus aparece e convence Tom de que Aaron quer roubar sua invenção, Cygnus então toma o controle de Tom e se transforma em Cygnus Wing, raptando a todos, Megaman detêm Cygnus Wing e resgata a todos, Cygnus usa os dados de Tom que sobraram em seu corpo para transformar-se em Cygnus Wing por conta própria, Cygnus Wing é um homem com asas e não possui elemento. Seu nome vem da constelação Cygnus, o ganso. Seus ataques são:
- Cygnus Feather (Pena de Cygnus)
- Dancing Swan (Cisne Dançante)
- Cygnets

#### Libra - Libra Balance (Libra Scales)
O professor de Geo fora criticado severamente pelo diretor da escola, por fazer aulas "divertidas" e também por não fazer uso dos livros, furioso com o diretor, Libra aparece e oferece ao professor poder para mudar isso, Libra assume o controle do corpo do professor transformando-se em Libra Balance, ele mantém os alunos como reféns, Geo escapa e derrota Libra Balance, depois, Libra usa os dados do professor que sobraram em seu corpo para transformar-se em Libra Balance por conta própria, Libra Balance é uma libra gigante com uma chama no prato esquerdo e um mini tornado d’água no prato direito e é o único inimigo a ter mais de um elemento (fogo e água). Seu nome vem da constelação Libra, a balança. Seus ataques são:
- Flame Weight (Chama Pesada)
- Aqua Weight (Água Pesada)
- Heavy Weight (Peso Pesado)

#### Ophiuca - Queen Ophiuca
Quando Luna está prestes a ser transferida para outra escola, ela fica furiosa e diz aos seus pais que ela não é "A boneca sem-opinião própria deles", Ophiuca aparece e oferece a ela um meio de se vingar dos pais, Ophiuca toma controle do corpo de Luna transformando-a em Ophiuca Queen e raptando os pais de Luna, Megaman derrota Ophiuca Queen e depois desse incidente, Luna descobre que Geo é Megaman, Ophiuca usa os dados de Luna que sobraram em seu corpo para transformar-se em Ophiuca Queen por conta própria, Ophiuca Queen é uma mulher cobra que pode comandar outras cobras como marionetes e seu elemento é a Madeira. Seu nome vem da constelação Ophiuchus, o homem que carrega a serpente. Seus ataques são:
- Gorgon Eye (Olho da Górgona)
- Snake Legion (Legião de Serpentes)
- Trick Serpent (Truque da Serpente)

#### Gemini - Gemini Spark
Futaba Tsukasa (Patrick "Pat" Sprigs) é um garoto normal que esconde um segredo: Ele tem dupla personalidade, Tsukasa é a metade boa, e a metade ruim é Futaba Hikaru (Rey Sprigs), Gemini faz um acordo com Rey, quando eles bem querem, eles assumem o controle de Patrick e se transformam em Gemini Spark, devido a Patrick ter dupla personalidade, Gemini Spark são dois garotos, Geo tenta ser amigo de Patrick, mas Rey interfere e faz os Gemini Spark atacarem Geo, Megaman os detêm, Patrick diz que não pode ser amigo de Geo até poder controlar Rey, Gemini Spark são dois garotos, um de traje branco e um de traje negro, também pode trocar de posições, o Gemini Spark branco possui o braço esquerdo dourado, o Gemini Spark negro tem o braço direito dourado, quando juntam as mãos eles podem usar o golpe Gemini Thunder, o Gemini Spark branco é invulnerável, embora possa ser paralisado, ficar confuso, cego, congelado e possuir fraqueza ao elemento madeira (é só um enfeite no jogo), o único jeito de destruir o Gemini Spark branco é destruindo o Gemini Spark negro, que é vulnerável, nenhum dos Gemini Spark pode existir sem o outro, Gemini usa os dados de Patrick e Rey que sobraram em seu corpo para se transformar nos Gemini Spark por conta própria, o elemento de Gemini Spark é Eletricidade. Seu nome vem da constelação Gemini, os gêmeos. Seus ataques são:
- Thunder Blade (Lâmina do Trovão)
- Rocket Knuckle (Punho Foguete)
- Gemini Thunder (Trovão de Gemêos)

#### Wolf - Wolf Forest
Wolf Forest é um inimigo que pode ser desafiado após certo progresso durante o jogo (bem perto do fim do jogo), não contribui nada para a história, nos jogos, ele é um dos poucos personagens transformados onde a parte humana Damien Wolfe não é controlada pelo alien FM, Wolf Forest é um lobo branco bípede e seu elemento é Madeira. Seu nome é baseado na constelação Lupus, o lobo. Seus ataques são:
- Upper Claw (Garra Subindo)
- Wide Claw (Garra Lateral)
- Howling Wolf (Lobo Uivante)

#### Crown - Crown Thunder
Tal qual Wolf Forest e Cancer Bubble, só que é necessario o terminio do jogo, já que ele um fantasma, Crown Thunder é um inimigo que pode ser desafiado após o término da história principal, e sua metade fantasma (Jean Courrone Welmond XIV, um rei francês morto que virou um fantasma) não é controlado pelo alien FM, Crown Thunder é um esqueleto que veste roupas de rei (capa de veludo e coroa) e seu elemento é eletricidade. Seu nome é baseado na constelação Corona Borealis, a Coroa Boreal, a coroa do norte. Seus ataques são:
- Fall Thunder (Queda do Trovão)
- Ball Thunder (Bola do Trovão)
- Tenchou (Julgamento dos Céus)

#### Harp (Lyra) - Harp Note
Quando a ídolo Sonia Strumm que canta músicas para agradar sua mãe (que morreu três meses antes de Geo conhecer Sonia), é pressionada pelo seu empresário para cantar músicas sem significado e ser só mais um "Rostinho Bonito", ela se enfurece e Harp (Lyra) lhe oferece poder de vingança, transformando-a em Harp Note, Megaman detêm Harp Note, embora que Sonia já tenha descoberto que Geo é Megaman, Harp decide mudar de lado, e Harp Note passa a ajudar Megaman, Harp Note é uma garota loira de roupas rosas e uma guitarra azul, não possui elemento. Seu nome vem da constelação Lyra, a lira. Seus ataques são:
- Machine Gun String (Atiradeira de Cordas)
- Shock Note (Nota de Choque)
- Pulse Song (Pulsação Sonora)

#### Cancer - Cancer Bubble
Cancer Bubble é um inimigo que pode ser desafiado após certo progresso quando a loja de cartões BIG WAVE for aberta (após o incidente de Cygnus Wing), não contribui nada para a história, nos jogos, ele é um dos poucos personagens transformados onde a parte humana não é controlada pelo alien FM, Cancer Bubble é um pequeno caranguejo bípede e seu elemento é Água. Seu nome vem da constelação Cancer, o caranguejo. Seus ataques são:
- Tidal Wave (Tsunami)
- Boomerang Cutter (Corte Bumerangue)
- Bubble Pop (Bolha Explosiva)

### Aliens AM

#### Pegasus Magic - Ice Pegasus MegaMan
Um dos poucos sobreviventes do Planeta AM, que fora destruído pelo Cepheus (FM King), ele, Leo Kingdom e Dragon Sky, administram os três satélites que regulam os sistemas eletromagnéticos da Terra, usando os poderes da Star Force, Rockman pode se transformar em Ice Pegasus MegaMan na versão Pegasus e usar os poderes de Pegasus Magic, seus ataques são:
- Ice Slash (Talhada de Gelo)
- Magician´s Freeze (Congelamento do Mágico)

#### Leo Kingdom - Fire Leo MegaMan
Um dos poucos sobreviventes do Planeta AM, que fora destruído pelo Cepheus (FM King), ele, Pegasus Magic e Dragon Sky, administram os três satélites que regulam os sistemas eletromagnéticos da Terra, usando os poderes da Star Force, Megaman pode se transformar em Fire Leo MegaMan na versão Leo e usar os poderes de Leo Kingdom, seus ataques são:
- Flame Burner (Chama Queimadora)
- Atomic Blazer (Explosão Atômica)

#### Dragon Sky - Green Dragon MegaMan
Um dos poucos sobreviventes do Planeta AM, que fora destruído pelo Cepheus (FM King), ele, Pegasus Magic e Leo Kingdom, administram os três satélites que regulam os sistemas eletromagnéticos da Terra, usando os poderes da Star Force, Megaman pode se transformar em Green Dragon MegaMan na versão Dragon e usar os poderes de Dragon Sky, seus ataques são:
- Woody Shot (Tiro Madeiral)
- Elemental Cyclone (Ciclone Elemental)

#### Omega-Xis (Mega) - MegaMan
Um dos poucos sobreviventes do Planeta AM, que fora destruído pelo Cepheus (FM King), Omega-Xis junto com Geo pode se transformar em Megaman e usar os poderes de Omega-Xis, seus ataques são:
- Rock Buster (Rocha Destruidora)/Mega Buster (Mega Destruidor)
- Charge Shot (Tiro Carregado)
- Rock Attack (Ataque Rocha)/Mega Attack (Mega Ataque)

### Lista de chefes

#### Chefes principais
- Ox Fire (Taurus Fire)
- Cygnus Wing
- Harp Note
- Libra Balance (Libra Scales)
- Ophiucus Queen (Queen Ophiuca)
- Gemini Spark

#### Outros chefes
- Cancer Bubble
- Wolf Forest (Wolf Woods)
- Crown Thunder
- Pegasus Magic (apenas na versão Pegasus)
- Leo Kingdom (apenas na versão Leo)
- Dragon Sky (apenas na versão Dragon)

#### Chefe final
- Andromeda
- Andromeda Infinity (forma mais forte de Andromeda, destravado após adquirir todos os ícones de estrela na tela título)

### Locais do jogo
Kodama Town (Echo Ridge) - Aqui localiza-se a escola, as casas de Subaru, Luna e Gonta, e a loja BIG WAVE, aqui é onde se luta contra Ox Fire, Libra Balance e Harp Note (apenas nas lutas EX e SP).

AMAKEN - Estação espacial onde trabalham Amachi e Utagai, aqui se luta contra Cygnus Wing, Harp Note (apenas na primeira vez na história do jogo), Cancer Bubble e os administradores dos satélites (apenas na primeira vez na história do jogo, para enfrentar os verdadeiros [Na primeira vez se enfrentam as sombras deles], é necessário terminar o jogo e entrar na área secreta do jogo [Deep Space]).

Time Square - Praça com várias lojas, onde Subaru e Misora têm seu primeiro encontro, aqui se luta contra Ophiucus Queen e Wolf Forest.

Dream Island - Praça onde os pais de Tsukasa o abandonaram, e é aqui que ele vai todos os dias após a aula, aqui se luta contra Gemini Spark e contra Crown Thunder.

### Sistema de batalha
O jogo se trata de um RPG, ao entrar em uma batalha, o jogador pode se confrontar com até três oponentes dispersos em um corredor 3X5, o jogador deve escolher os cartões, que são mostrados na tela sensível do console (06 por rodada), e serem selecionadas, a quantidade de cartões vai depender de qual coluna escolher, existem três classes de cartões e dois tipos especiais de cartões:
- Standard Cards (Cartões Padrões) - Laranja: Cartões obtidos vencendo vírus, coletando ondas misteriosas (cristais verdes, azuis, roxos ou dourados espalhados pela rede) ou comprados.

- Mega Cards (Mega Cartões) - Azul: Cartões obtidos vencendo os aliens FM.

- Giga Cards (Giga Cartões) - Vermelho: Cinco cartões com poder incrível (cinco para cada versão) são obtidos em determinados momentos do jogo.

- Special Cards (Cartões Especiais) - Preto: São cartões especiais que podem acessar aleatoriamente um cartão favorito da Brother Band (Cartões de amigos) ou ativar a Star Force (se transformar com o poder de um dos administradores do planeta AM, dependendo da versão, as formas variam com o alien AM correspondente a versão do jogo ou cartões adquiridos por jogadores de outras versões via Wireless/Wi-Fi).

- Legend Cards (Cartões Lendários) - Cinza: São cartões especiais que armazenam uma combinação de cartões iniciais ou Mega cartões de uma só vez, mas só podem ser usados uma vez por luta e uma vez apenas, ou seja, ao usar um cartão lendário, ele irá ser removido permanentemente, para adquirir um cartão lendário, é necessário realizar um Melhor Combo (uma combinação de cartões feita ao realizar um dano de 300 ou mais em um dos aliens FM, em suas versões EX ou SP (níveis mais altos), para isso o oponente não pode se mexer e os ataques devem ser feito em uma única rodada, independentemente dos cartões serem ofensivos ou defensivos, isso é necessário para transformar um Melhor Combo em um Cartão Lendário, deve-se falar com o Lendário Mestre Shin (um garoto que possui óculos amarelos após certo momento no jogo) no topo do edifício da AMAKEN, podem ser feitos quantos cartões lendários o jogador quiser, porém apenas dez cartões podem ser colocados na caixa de cartões (onde guarda os cartões adquiridos fora da pasta de cartões eletrônicos de batalha [não são cartas de baralho]).

Os cartões também são divididos em tipos:
- Cartões ofensivos: Cartões como "Cannon" (Canhão) ou "Sword" (Espada), que apenas machucam o oponente.

- Cartões defensivos: Cartões como "Barrier" (Barreira), Aura e outros de mesmo gênero.

- Cartões de auxílio: Cartões que ajudam o jogador, como aumentar a força de certo cartão ou aumentar as chances do oponente ser paralisado.

- Cartões de cura: Como o nome diz, são cartões que recuperam a saúde do personagem.

Os cartões também são divididos em elementos, que determinam se o poder do cartão pode ser dobrado ou não:
- Elemento Fogo: Tem vantagem sobre Madeira.
- Elemento Água: Tem vantagem sobre Fogo.
- Elemento Madeira: Tem vantagem sobre Eletricidade.
- Elemento Eletricidade: Tem vantagem sobre Água.

O jogador deve usar o botão "A" do console para lançar o ataque, obviamente mirando o oponente antes e desviando dos golpes do inimigo usando as setas direcionais, também é possível fazer um mega ataque (permite focar uma mira no oponente e acertar diretamente e é útil quando for atacar com espadas) ao pressionar baixo do direcional com um cartão ofensivo, mas só irá funcionar se o cartão for uma arma, se for um cartão defensivo, de auxílio, cura, mega ou giga, o ataque não pode ser feito e alguns golpes não podem ser desviados, mas podem ser defendidos usando o escudo acionado com a tecla "Y", alguns golpes não podem ser desviados de nenhum modo, enquanto o jogador luta, uma barra é preenchida, quando ela está cheia, as teclas "L" ou "R" podem ser pressionadas para a escolha de cartões novos, caso o jogador use todos os cartões antes que a barra seja preenchida, pode usar um atirador fraco, porém de munição ilimitada com a tecla "B" que pode ser carregado para o dano ser ampliado em dez vezes ao esperar a carga se completar quando o personagem não atirar alguns segundos, não usar cartões por alguns segundos e não for atingido (exceto se tiver a super armadura), o jogador também pode pausar a batalha usando a tecla "START" e também é possível desligar a câmera do mega ataque na pausa, porém isso não pode ser usado em batalhas pela rede Wireless (Rede Sem-Fio a curta distância) ou via Wi-Fi (Rede Sem-Fio a longa distância).

### Continuações
O jogo atualmente teve duas continuações, Mega Man Star Force 2 e Mega Man Star Force 3.

Em Mega Man Star Force 2, a história acontece dois meses depois do final da história do primeiro jogo, quando uma nova inimiga, Orihime (Lady Vega [Vegalita]) aparece, visando usar a tecnologia da antiga civilização Mu para conquistar o planeta.
Em Mega Man Star Force 3, a história acontece quando um meteoro se aproxima para se colidir com o planeta e afeta as ondas eletromagnéticas da terra, assim um novo vilão conhecido como Mr. King pretende usar os ruídos eletromagnéticos do meteoro para conquistar o planeta.

### Anime
Um anime baseado no jogo Mega Man Star Force foi feito no Japão, o anime segue a história do jogo, embora não seja 100% fiel, eis alguns exemplos:
- No jogo, os óculos de Subaru só ganham a capacidade de ver ondas eletromagnéticas e formas de vida AM/FM depois de ser atingido por War-Rock, no anime os óculos já possuíam essa capacidade.

- No jogo, Luna descobre que Subaru é MegaMan depois do incidente de Ophiucus Queen, e mais adiante no jogo, Gonta e Kizamaro descobrem, no anime os três descobrem que Subaru é MegaMan no penúltimo episódio, após Subaru ser muito atingido, que se destransforma na frente deles.

O anime têm duas temporadas, equivalentes aos dois primeiros jogos, a primeira fase do anime possui 55 episódios de 10 minutos cada, quando o anime foi aos Estados Unidos, os americanos juntaram os episódios, criando assim, 27 episódios de 20 minutos, porém apenas 13 foram exibidos, a segunda fase do anime é composta de 21 episódios, porém ainda não chegou aos Estados Unidos.